# Абрамовское (Калужская область)
Абрамовское — деревня в Боровском районе Калужской области. Входит в состав сельского поселения «Деревня Асеньевское».

## География
Находится на берегу реки Лужа.

## Население
| 2002 | 2010 |
| ---- | ---- |
| 117  | ↘116 |

## История
В конце XVII века относилось к Лужецкому стану Боровского езда.
В 1776 году сельцо Абрамовское принадлежало бригадиру Александру Ивановичу Болтину
В 1782-м Абрамовское — сельцо Боровского уезда,  Александра Ивановича Болтина и Алексея Васильевича Хитрово.
В  мае 1913 года в Абрамовское прибывает с семьей  Константин Алексеевич Фортунатов, ученик Мечникова. Они разместились во  поместилась во флигеле дома помещицы А.Н. Барановой, сдававшей его в аренду Боровскому земству под медицинский пункт. В мае 1914 года благодаря его упорству в Абрамовском  была построена и открыта земская больница. В том же году его призывают на фронт, где в феврале 1915-года он умирает от брюшного тифа в городе Гольднап.
В 1924 году отходит к Малоярославцевскому уезду как центр Абрамовской волости.
В 1987 году здание больницы было разобрало для строительства частных бань.